# 이시다 지히로
이시다 지히로(일본어: 石田 千尋, 2001년 12월 20일 ~ )는 일본의 여자 축구 선수이다.

## 구단 경력
2020년 노지마 스텔라 가나가와 사가미하라에 입단하였다. 2023년 알비렉스 니가타로 이적했다.

## 국가대표팀 경력
그녀는 2018년 FIFA U-17 여자 월드컵에 참가할 일본 U-17 국가대표팀에 발탁되었으며, 1경기에 출전했다.
2022년 아시안 게임에 참가할 일본 국가대표 B팀에 발탁되었으며, 일본이 우승을 달성하는데 크게 기여하였다.